# GCB (entreprise)
 (juillet 2024).
La mise en forme du texte ne suit pas les recommandations de Wikipédia : il faut le « wikifier ».
Les points d'amélioration suivants sont les cas les plus fréquents. Le détail des points à revoir est peut-être précisé sur la page de discussion.
- Les titres sont pré-formatés par le logiciel. Ils ne sont ni en capitales, ni en gras.
- Le texte ne doit pas être écrit en capitales (les noms de famille non plus), ni en gras, ni en italique, ni en « petit »…
- Le gras n'est utilisé que pour surligner le titre de l'article dans l'introduction, une seule fois.
- L'italique est rarement utilisé : mots en langue étrangère, titres d'œuvres, noms de bateaux, etc.
- Les citations ne sont pas en italique mais en corps de texte normal. Elles sont entourées par des guillemets français : « et ».
- Les listes à puces sont à éviter, des paragraphes rédigés étant largement préférés. Les tableaux sont à réserver à la présentation de données structurées (résultats, etc.).
- Les appels de note de bas de page (petits chiffres en exposant, introduits par l'outil «  Source ») sont à placer entre la fin de phrase et le point final[comme ça].
- Les liens internes (vers d'autres articles de Wikipédia) sont à choisir avec parcimonie. Créez des liens vers des articles approfondissant le sujet. Les termes génériques sans rapport avec le sujet sont à éviter, ainsi que les répétitions de liens vers un même terme.
- Les liens externes sont à placer uniquement dans une section « Liens externes », à la fin de l'article. Ces liens sont à choisir avec parcimonie suivant les règles définies. Si un lien sert de source à l'article, son insertion dans le texte est à faire par les notes de bas de page.
- La présentation des références doit suivre les conventions bibliographiques. Il est recommandé d'utiliser les modèles {{Ouvrage}}, {{Chapitre}}, {{Article}}, {{Lien web}} et/ou {{Bibliographie}}. Le mode d'édition visuel peut mettre en forme automatiquement les références.
- Insérer une infobox (cadre d'informations à droite) n'est pas obligatoire pour parachever la mise en page.

Pour une aide détaillée, merci de consulter Aide:Wikification.
Si vous pensez que ces points ont été résolus, vous pouvez retirer ce bandeau et améliorer la mise en forme d'un autre article.
 (janvier 2024).
Si vous disposez d'ouvrages ou d'articles de référence ou si vous connaissez des sites web de qualité traitant du thème abordé ici, merci de compléter l'article en donnant les références utiles à sa vérifiabilité et en les liant à la section « Notes et références ».
Pour les articles homonymes, voir GCB.
GCB (acronyme de Société nationale de Génie civil et bâtiment, en arabe : الشركة الوطنية للهندسة المدنية والبناء) est une société issue de la restructuration de Sonatrach, créée le 1er aout 1981 par décret no 81-173.
Elle est érigée en société par actions depuis juillet 1998 avec un capital social de 25 milliards de DA.

## Histoire
La Société Nationale de Génie Civil et Bâtiment par abréviation GCB est une société issue de la restructuration de Sonatrach, créée le 1er août 1981 et érigée en société par actions le 12 juillet 1998 avec un capital social actuel de 7 630 000 000 de Dinars Algériens, actions entièrement détenues par Sonatrach.

## Activités
Ses activités se sont diversifiées ces dernières années et sont: Activités de Terrassement, Routes et Autoroute, Piste d'atterrissage et plate-forme pétrolières, Génie Civil (industriel, hydraulique, pipe-line, ferroviaire et bâtiments), Fabrication et montage de Charpente métallique, l'engineering.
GCB opère dans les différents corps de métier de génie-civil :
- L’Engineering et Procurement.
- Les Terrassements en grande masse.
- Les Plates-formes de forage et pistes d’accès.
- Le Génie-civil industriel des grandes installations pétrolières et gazières.
- Les Travaux de canalisation.
- Les réalisations des routes et autoroutes.
- Les réalisations de pistes d’atterrissage et aérodromes.
- Les ouvrages hydrauliques et transferts.
- Le Bâtiment et VRD.
- Le Génie-civil ferroviaire.
- La Construction en charpente métallique et chaudronnerie.

Aujourd’hui GCB évolue dans un environnement caractérisé par marché à la recherche d’Entreprise clé en main offrant des opportunités intéressantes compte tenu des nouvelles orientations politiques favorisant les moyens nationaux.
Les ambitions de GCB pour les cinq ans à venir répondent au nouvel environnement par :
- Le développement des capacités d’engineering et de procurement pour élargir son champ d’activité et se muer en une Entreprise EPC.
- La focalisation sur le génie civil comme métier de base et avec le développement de son expertise dans ce domaine par la consolidation des compétences actuelles.
- La diversification de son portefeuille clients dans de nouveaux marchés et secteurs dans ses métiers de base,
- La diversification de son portefeuille activités par l’intégration de nouveaux créneaux qui se traduit par ce qui suit :
  - Le développement de l’activité travaux de canalisation petit diamètre.
  - La création d’une structure production des agrégats.
  - Le développement de l’activité Transport et manutention pour prendre en charge l’important volume de transport de matériels et marchandises de l’Entreprise et élargir la prestation au groupe Sonatrach.
  - La fabrication de la cabine Saharienne pour equiper ses bases de vie et satisfaire la demande de la Société mere Sonatrach.

## Ressources humaines
GCB emploie 11 400 agents dont 89 % contractuels qui se répartissent par catégorie socioprofessionnelle comme suit :
| Effectif total GCB : | 11.400          |
| Cadres :             | 1.200 soit 11 % |
| Maîtrise :           | 3.000 soit 26 % |
| Exécution :          | 7.200 soit 63 % |

GCB consacre une moyenne de 40 millions de dinars pour le volet formation et perfectionnement au profit de son personnel, notamment dans les différents métiers de base de la Société.
La formation est assurée chaque année pour environ 1000 employés dans différents domaines techniques et support, soit 9 % de l’effectif global.

## Ressources matérielles
GCB dispose d’un parc conséquent de plus 3140 équipements dont 2800 engins et équipements lourds en constante modernisation qui donne à l’entreprise une grande autonomie d’action.

## Infrastructures

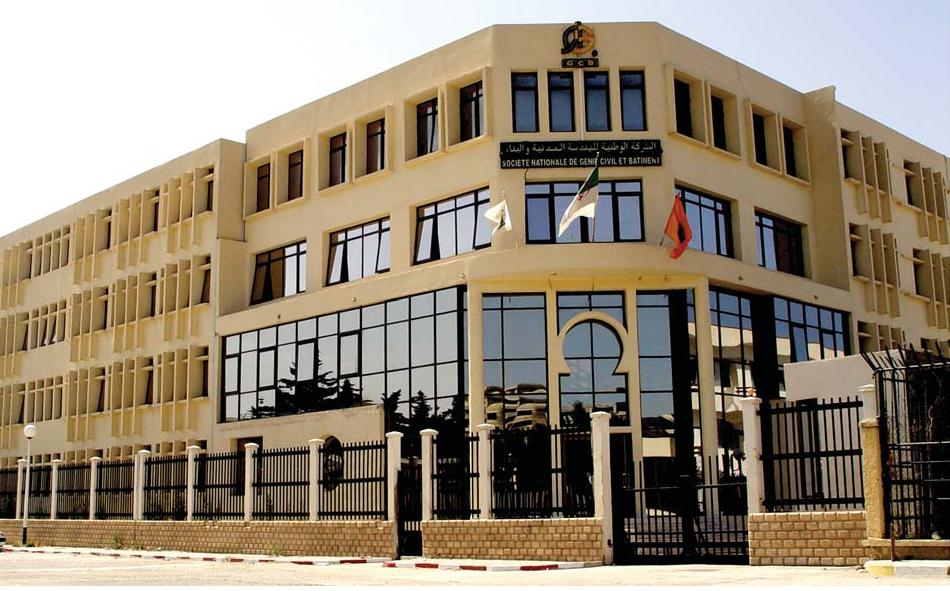
Le siège de GCB à Boumerdes

GCB dispose d’infrastructures fixes, à vocations industrielles, administratives et socioprofessionnelles et sont notamment implantées à :
- Alger (Zones industrielles d’El-Harrach, et d’Oued-Smar).
- Boumerdes (Boumerdes et Boudouaou).
- Arzew (Zone industrielle d’Arzew).
- Hassi-Messaoud- RhourdNouss – Nezla
- Hassi-R’mel – Insalah -Adrar.
- In-Amenas – Illizi -Tin FouyéTabenkort – Alrar.

GCB dispose d’infrastructures et de bases de vie sur ses différents chantiers avec une capacité d’accueil pour la prise en charge de plus de 6 500 agents sur les différents sites des projets (studios, cabines d’hébergement, chalets, cantines, etc.).

## Projets
| Client                         | Nom du Projet                                                                              | Secteur                        | Délais en Mois |
| ------------------------------ | ------------------------------------------------------------------------------------------ | ------------------------------ | -------------- |
| ONA                            | Remontée des eaux d’Oued souf Station de lagunage aérée -STEP 01- Algérie                  | Génie civil hydraulique        | 57             |
| SONATRACH/AAC                  | Development (Site de Préparation) Berkine – Nezla - Algérie                                | Routes                         | 12             |
| SNC-LAVALIN / ANB              | Adduction d’eau d’Alger SAA - Algérie                                                      | Génie civil hydraulique        | 8              |
| SONATRACH/DP/STAH              | Extension et restauration du réseau routier de la Direction régionale STAH ADRAR - Algérie | Grands travaux de terrassement | 24             |
| UTE HASSI R'MEL (ABENER)       | Travaux GC destinés à la Centrale Hybride Solar Gaz (ISCC) - Hassi R’mel - Algérie         | Génie civil industriel         | 6              |
| Association SONATRACH/ANADARKO | Réalisation de travaux de terrassement "projet El-Merk" - Algérie                          | Grands travaux de terrassement | 12             |
| SONATRACH DP                   | TGT12 mohammed kerkar                                                                      | Génie civil hydraulique        | 6 ans          |
| ANESRIF                        | Réalisation de siége social de l'A.N.E.S.R.I.F_                                            | Construction                   | 18 mois        |